# آلف بنت
آلف بنت (انگلیسی: Alf Bennett؛ زادهٔ ۱۳ نوامبر ۱۸۹۸) بازیکن فوتبال اهل بریتانیا است.
از باشگاه‌هایی که در آن بازی کرده‌است می‌توان به باشگاه فوتبال پورت ویل و باشگاه فوتبال ناتینگهام فارست اشاره کرد.